# 크루피나

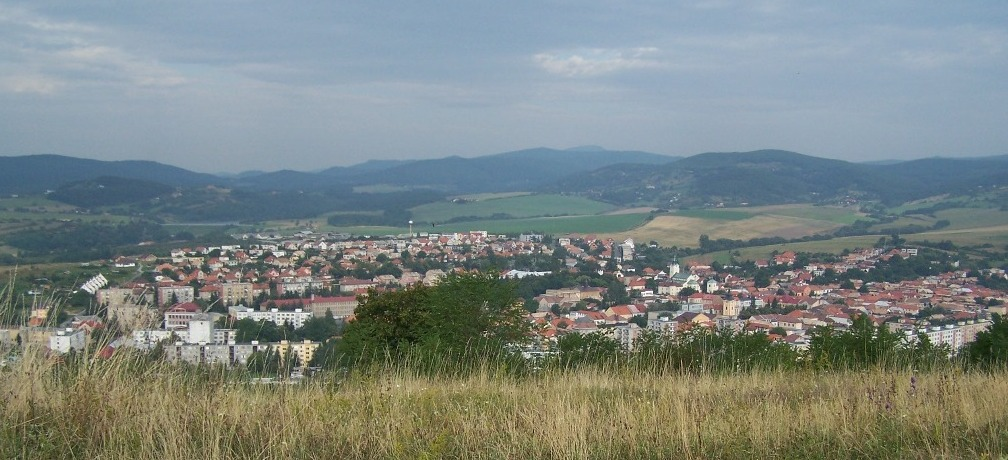
크루피나

크루피나(슬로바키아어: Krupina, 독일어: Karpfen 카르펜[*], 헝가리어: Korpona 코르포너[*])는 슬로바키아 중남부 반스카비스트리차 주에 위치한 도시로 면적은 88.67km2, 높이는 262m, 인구는 7,812명(2005년 기준), 인구 밀도는 88명/km2이다.